# Condado de Castilnovo
Condado de Castilnovo es un municipio español de la provincia de Segovia, en la comunidad de Castilla y León. Su nombre viene dado por el Castillo de Castilnovo, situado en los límites del municipio. Está conformado por La Nava del Condado, Torrecilla del Condado, Valdesaz y Villafranca del Condado (sede del ayuntamiento).

## Geografía
El término municipal está cruzado por dos ríos: al norte el río Caslilla, en el límite con el municipio de Sepúlveda, y al sur el río San Juan, ambos tributarios del río Duratón.
| Noroeste: Aldealcorvo          | Norte: Sepúlveda                                   | Noreste: Sepúlveda            |
| Oeste: Aldealcorvo             |                                                    | Este: Sepúlveda               |
| Suroeste: San Pedro de Gaíllos | Sur: Valleruela de Sepúlveda, Castroserna de Abajo | Sureste: Castroserna de Abajo |

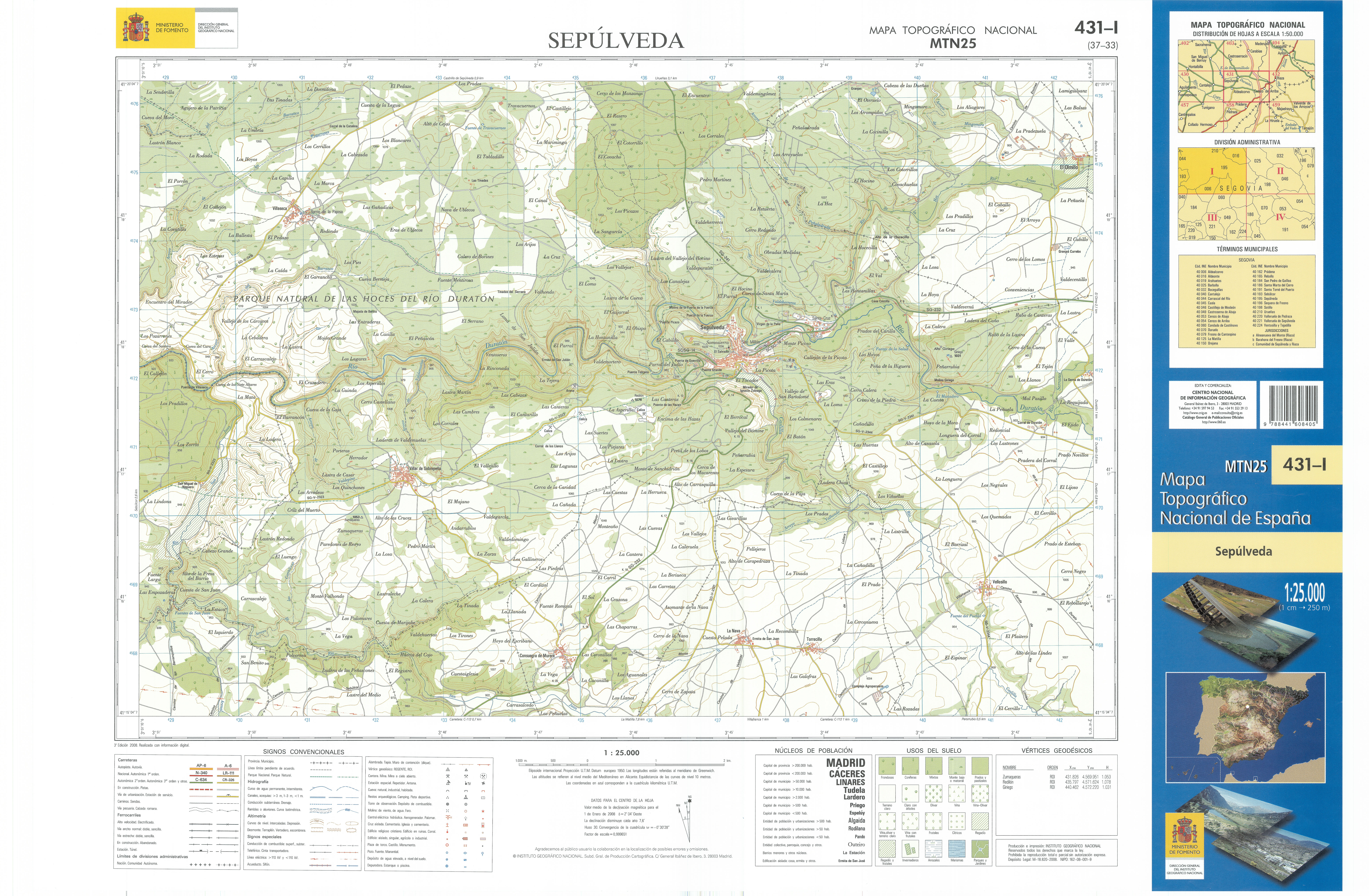
Fragmento de la hoja 431 del Mapa Topográfico Nacional de España de 2008 en el que se representa la parte norte del Condado de Castilnovo

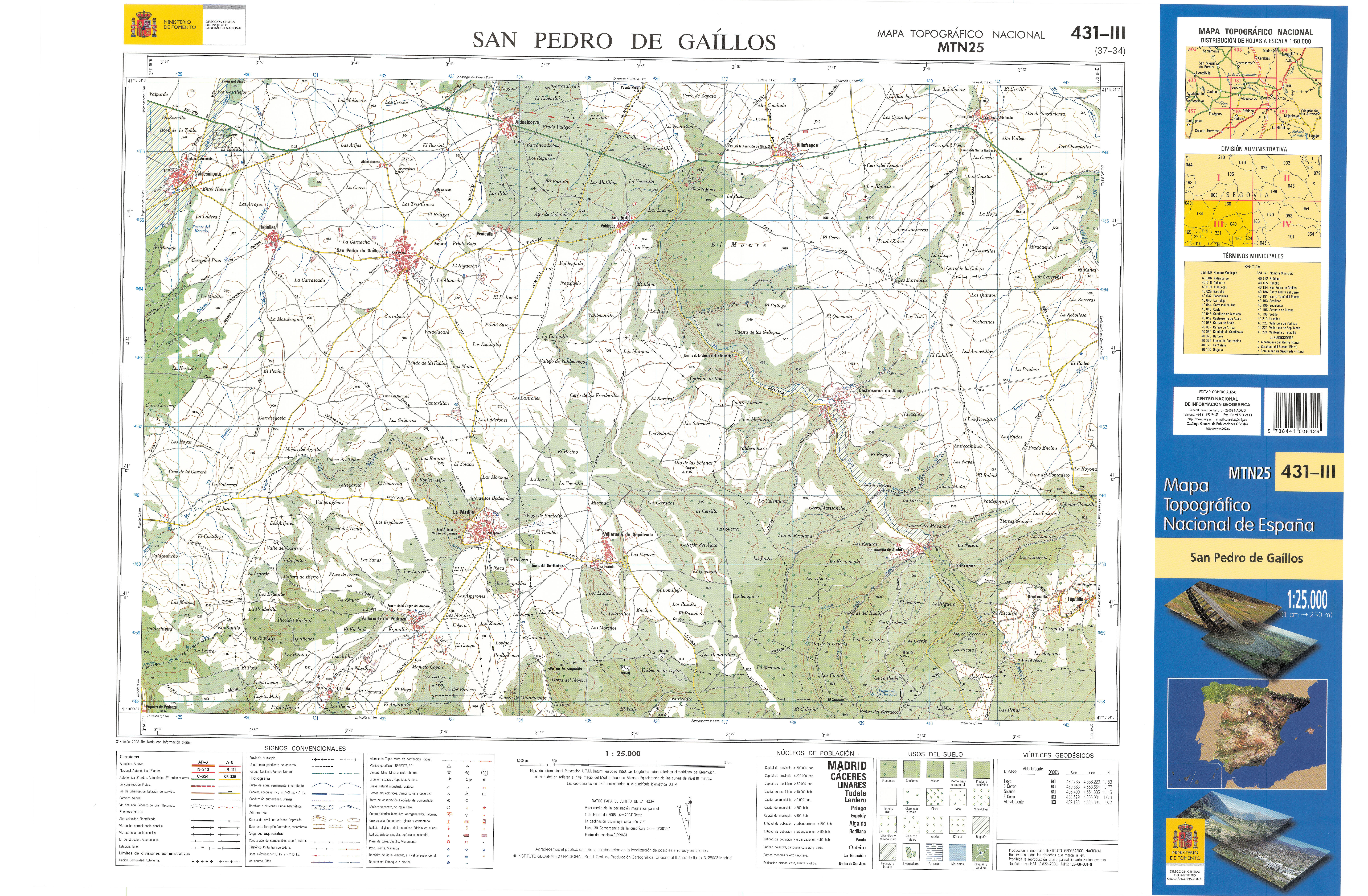
Fragmento de la hoja 431 del Mapa Topográfico Nacional de España de 2008 en el que se representa la parte sur del Condado de Castilnovo

Existen dos zonas arboladas, una junto al núcleo de Valdesaz y otra más extensa propiedad del Castillo de Castilnovo. Son dos encinares mixtos con presencia, además de la encina (Quercus rotundifolia), de la sabina (Juniperus thurifera). En el resto del término, dada la buena aptitud agrícola del terreno, ha desaparecido casi por completo la vegetación natural, excepto junto a los cursos de agua donde domina el chopo del país (Populus nigra) y distintas especies de sauces (Salix sp.).

### Núcleos de población
Villafranca se denomina así por los privilegios que le permitían ser una villa-franca, es decir, estar exenta de pagar algunos impuestos y obligaciones que las poblaciones tenían con su señor natural, en este caso el rey, al pertenecer a la Comunidad de Villa y Tierra de Sepúlveda. La iglesia neoclásica de Villafranca está dedicada a Nuestra Señora de la Antigua, tiene planta de cruz latina y cúpula en el crucero.
En Valdesaz se encuentra la iglesia románica de Santa Cristina, de una sola nave, ábside semicircular y una sencilla puerta de ingreso, también románica, de dos arquivoltas.
El nombre de Torrecilla hace referencia a una posible torre fortificada que existió en el lugar en época de las repoblaciones. En esta pedanía se encuentra la iglesia de San Bartolomé.
En La Nava puede contemplarse la iglesia de San Juan. 

## Historia
Toma su nombre del Castillo de Castilnovo, una antigua torre árabe (posiblemente de los siglos VIII o X) que fue reedificada en el siglo XII tras la reconquista por la Corona de Castilla y recibió el nombre de Castel Nuovo o Castilnovo.
El territorio es repoblado durante la reconquista por la Comunidad de Villa y Tierra de Sepúlveda, quedando encuadradas sus localidades dentro del Ochavo de Prádena.
Pasó a distintas manos, entre ellas al condestable Álvaro de Luna y a don Juan Pacheco, marqués de Villena.
Fernando el Católico adquirió el castillo y sus villas circundantes al marqués de Villena, y lo entregó en dote a su hija natural doña Juana de Aragón, con el objeto de asegurar su matrimonio con el condestable don Bernardino de Velasco, I duque de Frías. 
Posteriormente pasó por herencia a su hija, la primera condesa de Castilnovo, quien también fue duquesa consorte de Frías. Tras la muerte de ella sin descendencia, y tras numerosas disputas con los sucesores de la Casa Ducal de Frías, pasó conforme a la sucesión irregular establecida en el mayorazgo, hasta la extinción de dicha institución en el siglo XIX, cuando los sucesores vendieron el castillo y sus estados, desmembrándose los estados de Castilnovo en distintas partes y en distintos poseedores. 

## Demografía
Cuenta con una población de 79 habitantes (INE 2024).
| Gráfica de evolución demográfica de Condado de Castilnovo entre 1842 y 2021                                                                                                |
| |
| Población de derecho según los censos de población del INE Población de hecho según los censos de población del INEEn este censo se denominaba Collado de Castilnovo: 1842 |

### Población por núcleos
Desglose de población según el Padrón Continuo por Unidad Poblacional del INE.
| Núcleos     | Habitantes (2024) |
| ----------- | ----------------- |
| Villafranca | 45                |
| La Nava     | 12                |
| Torrecilla  | 10                |
| Valdesaz    | 13                |

## Administración y política
Lista de alcaldes
| Periodo   | Nombre                     | Partido | Partido   |
| --------- | -------------------------- | ------- | --------- |
| 1979-1983 | Antonio Benito Casla       |         | UCD       |
| 1983-1987 | Antonio Benito Casla       |         | AP-PDP-UL |
| 1987-1991 | Antonio Benito Casla       |         | UC-CDS    |
| 1991-1995 | María Elena Burgos Enebral |         | PSOE      |
| 1995-1999 | David Yagüe Llorente       |         | PP        |
| 1999-2003 | David Yagüe Llorente       |         | PP        |
| 2003-2007 | David Yagüe Llorente       |         | PP        |
| 2007-2011 | David Yagüe Llorente       |         | PP        |
| 2011-2015 | David Yagüe Llorente       |         | PP        |
| 2015-2019 | David Yagüe Llorente       |         | PP        |
| 2019-2023 | David Yagüe Llorente       |         | PP        |
| 2023-act. | David Yagüe Llorente       |         | PP        |

## Cultura

### Festividades
La festividad de Nuestra Señora de la Antigua (2.º domingo de mayo) es común a todo el municipio.
A su vez, cada núcleo tiene su propia festividad:
- La Nava: festividad de San Juan Bautista (24 de junio)
- Torrecilla: festividad de San Bartolomé (3.º domingo de agosto)
- Valdesaz: festividad de Santa Cristina (3.º domingo de julio)
- Villafranca: festividad de Nuestra Señora del Rosario (2.º domingo de septiembre).